# Horatio
Horatio is een plaats (city) in de Amerikaanse staat Arkansas, en valt bestuurlijk gezien onder Sevier County.

## Demografie
Bij de volkstelling in 2000 werd het aantal inwoners vastgesteld op 997.
In 2006 is het aantal inwoners door het United States Census Bureau geschat op 1015, een stijging van 18 (1,8%).

## Geografie
Volgens het United States Census Bureau beslaat de plaats een oppervlakte van
4,7 km², geheel bestaande uit land. Horatio ligt op ongeveer 123 m boven zeeniveau.

## Plaatsen in de nabije omgeving
De onderstaande figuur toont nabijgelegen plaatsen in een straal van 32 km rond Horatio.